# Hoffman (Minnesota)
Hoffman – miasto w Stanach Zjednoczonych, w stanie Minnesota, w hrabstwie Grant.